# 8e régiment « Lancieri di Montebello »

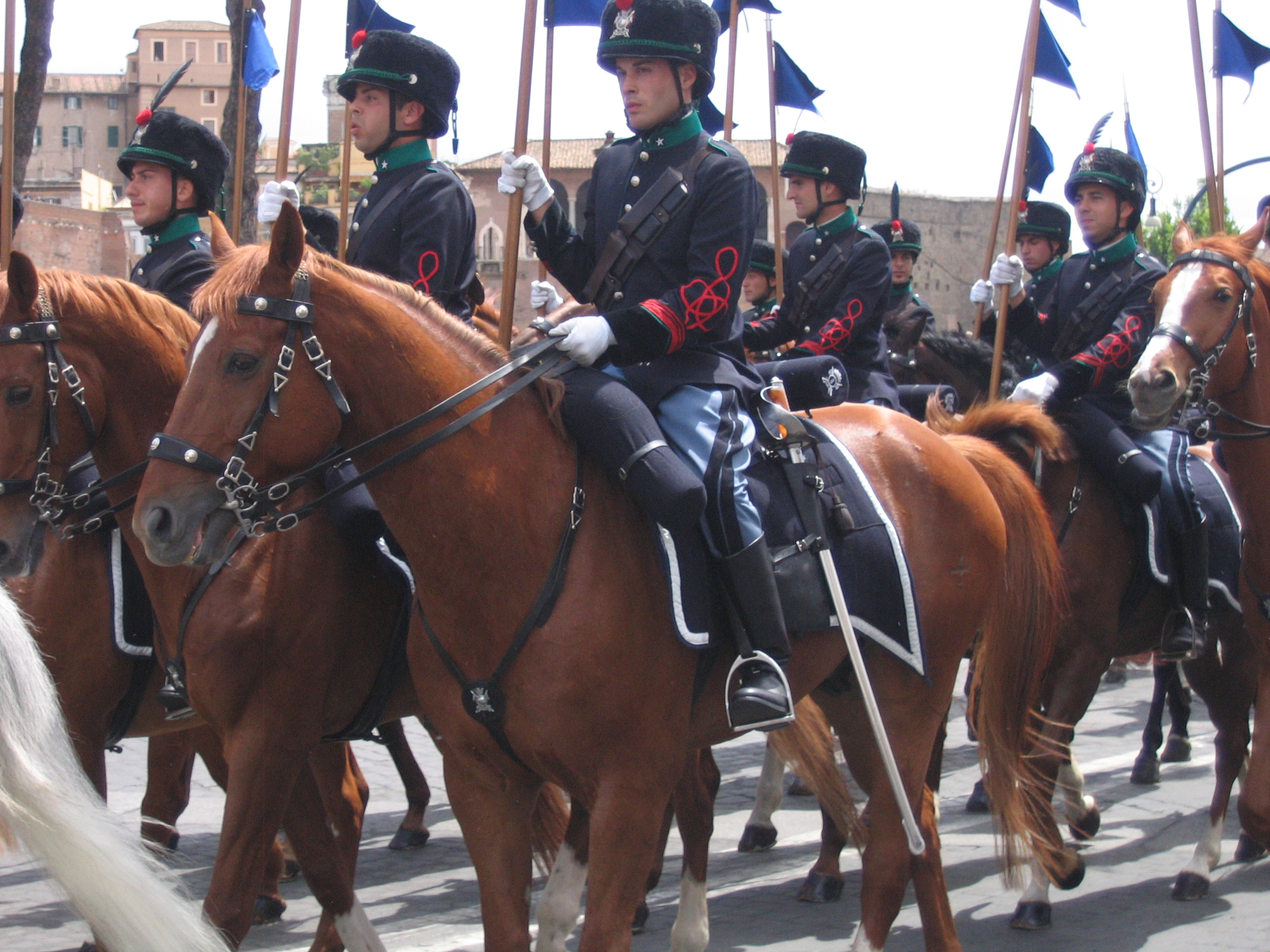
Le 8e régiment « Lancieri di Montebello » défilant pour la fête de la République italienne le 2 juin 2007 à Rome

Le 8e régiment « Lancieri di Montebello » est un régiment de cavalerie de l'armée de terre italienne faisant partie de la brigade mécanisée « Granatieri di Sardegna ». Il a été actif de 1859-1920, puis de 1942-1943, enfin de 1950 à aujourd'hui.

## Histoire

### Origines
Le régiment a été constitué le 16 septembre 1859 à Voghera sous le nom cavalleggeri di Montebello. Le nom est issu de la Bataille de Montebello du 20 mai 1859, pendant laquelle les Franco-Piémontais ont défait les Autrichiens dans le cadre de la seconde guerre d'indépendance.
En 1860 le régiment passa à la spécialité de lanciers, prenant le nom qu'il porte encore aujourd'hui.
Dans les années 1861-1863, il a été déployé dans les Pouilles pour la répression du brigandage.
Il prit part à la troisième guerre d'indépendance et à la Première Guerre mondiale avant d'être provisoirement dissous en 1920.

### Seconde Guerre mondiale
Le régiment a été reconstitué au cours de l'été 1942 comme unité d'exploration cuirassée, faisant partie de la 135e division cuirassée Ariete II.
En juillet 1943, après l'armistice de Cassibile du 8 septembre 1943, il a participé à la défense de Rome et aux combats contre les anciens alliés allemands, et a été anéanti par la Wehrmacht. Pour sa participation à la défense de Rome son drapeau a été décoré de la médaille d'argent à la valeur militaire.

### De 1950 à aujourd'hui
Le régiment a été reconstitué en 1950. Initialement rattaché au  4e Corps d'Armée Alpin, depuis 1951 il est déployé à la surveillance de la capitale.

## Organigramme

Organigramme

- 1º Reggimento Granatieri di Sardegna - Siège: Rome
  -  1º Battaglione Assietta - Siège: Rome
  -  2º Battaglione Cengio - Siège: Spoleto
- 8º Reggimento Lancieri di Montebello - Siège: Rome
- 33º Reggimento artiglieria terrestre Acqui - Siège: L'Aquila
- Reparto Comando e Supporti Tattici "Granatieri di Sardegna" - Siège: Rome
- Banda Brigata Granatieri di Sardegna - Siège: Rome